# هوارد ويلوبي
هوارد ويلوبي (بالإنجليزية: Howard Willoughby)‏ هو مراسل عسكري وصحفي أسترالي، ولد في 19 يونيو 1839، وتوفي في 19 مارس 1908.